# アイラ・ガーシュウィン
アイラ・ガーシュウィン（Ira Gershwin、1896年12月6日 - 1983年8月17日）は、アメリカの作詞家。本名Israel Gershowitz（イズレイアル・ガーショヴィッツ）。
ロシア系ユダヤ人の移民の長男としてニューヨークに生まれる。弟のジョージ・ガーシュウィンと共に、ポピュラー音楽とクラシック音楽の両面で活躍、20世紀を代表する数多くの楽曲を残した。

## 略歴
ニューヨーク市立大学シティカレッジ卒。子供の頃から読書家で文芸趣味があり、一方で父親が買い与えたピアノには興味を示さなかったことから、このピアノは弟ジョージの音楽的才能を伸ばすことになった。学生時代には学生新聞などで執筆活動に取り組んだ。
作詞家としては下積みが長かったが、1921年、人気作曲家ヴィンセント・ユーマンスと組んでミュージカル『Two Little Girls in Blue』の音楽で演劇界入りした。その後、やはり作曲の才を認められつつあった弟ジョージとコンビを組むことになり、以後1937年のジョージの急逝に至るまで、兄弟のコンビで膨大な数のポピュラー・ソング、ミュージカル音楽を作詞した。その詩風はユーモアと機知に富んだ親しみやすい内容で、ジョージの作曲したメロディーとよく調和し、広範な人々から愛好された。
舞台作品の代表作の一つとして、1935年にジョージが作曲したオペラ『ポーギーとベス』がある。アイラはベースとなった小説『ポーギー』の作者デュボーズ・ヘイワードと共に作詞を担当。劇中歌「サマータイム」は、さまざまなミュージシャンにより取り上げられ、現在ではクラシック・ナンバーとして広く知られている。
ジョージの死後も他の作曲家と組んで1960年代まで創作活動を続けた。ジョージ以外の作曲家とのコンビによる曲としては、クルト・ヴァイルとの共作による「My ship」（1941年）、ジェローム・カーンとの共作による「Long Ago And Far Away」（1944年）や、ハロルド・アーレンとの共作による「The Man That Got Away」（1954年、映画『スタア誕生』の主題歌）などが代表作である。
1998年5月、1937年に死去したジョージの著作権の保護期間が終了しパブリックドメインとなったが、その後の調査で337曲はアイラとの共同著作物であることが判明し、「サマータイム」や「サムワン・トゥ・ウォッチ・オーバー・ミー」などは2053年まで保護期間が延長された。

## 代表作
- 「霧の日」 - "A Foggy Day"
- 「バット・ノット・フォー・ミー」 - "But Not For Me"
- 「エンブレイサブル・ユー」 - "Embraceable You"
- 「言い出しかねて」 - "I Can't Get Started"
- 「アイ・ガット・リズム」 - "I Got Rhythm"
- 「あなたに首ったけ」 - "I've Got a Crush on You"
- 「わが愛はここに」-"Love Is Here To Stay"
- "Nice Work if You Can Get It"
- "The Man I Love"
- 「誰にも奪えぬこの想い」 - "They Can't Take That Away From Me"
- 「サムワン・トゥ・ウォッチ・オーバー・ミー」 - "Someone to Watch Over Me"
- 「ス・ワンダフル」 - "'S Wonderful"
- "The Man That Got Away"
- 「ストライク・アップ・ザ・バンド」 - "Strike Up the Band"